# Karel Schelle
Karel Schelle (* 16. února 1952) je český právník historik, advokát a vysokoškolský pedagog.

## Život
Vystudoval právnickou fakultu v Brně, kde působil jako docent v letech 1977-2019 na Katedře dějin státu a práva. Přednášel a vedl semináře především z českých a československých právních dějin a dějin veřejné správy. Karel Schelle rovněž působil v letech 1991–1993 na Palackého univerzitě v Olomouci. Od roku 1992 je advokát. V letech 1991–1995 byl proděkanem a v roce 1994 zastupujícím děkanem Právnické fakulty Masarykovy univerzity a 2001–2003 byl rektorem Vysoké školy Karla Engliše v Brně. Od roku 2010 je člen redakční rady časopisu Journal on European History of Law. Vykonává také funkci předsedy představenstva Evropské společnosti pro právní dějiny, z.s. (The European Society for History of Law).

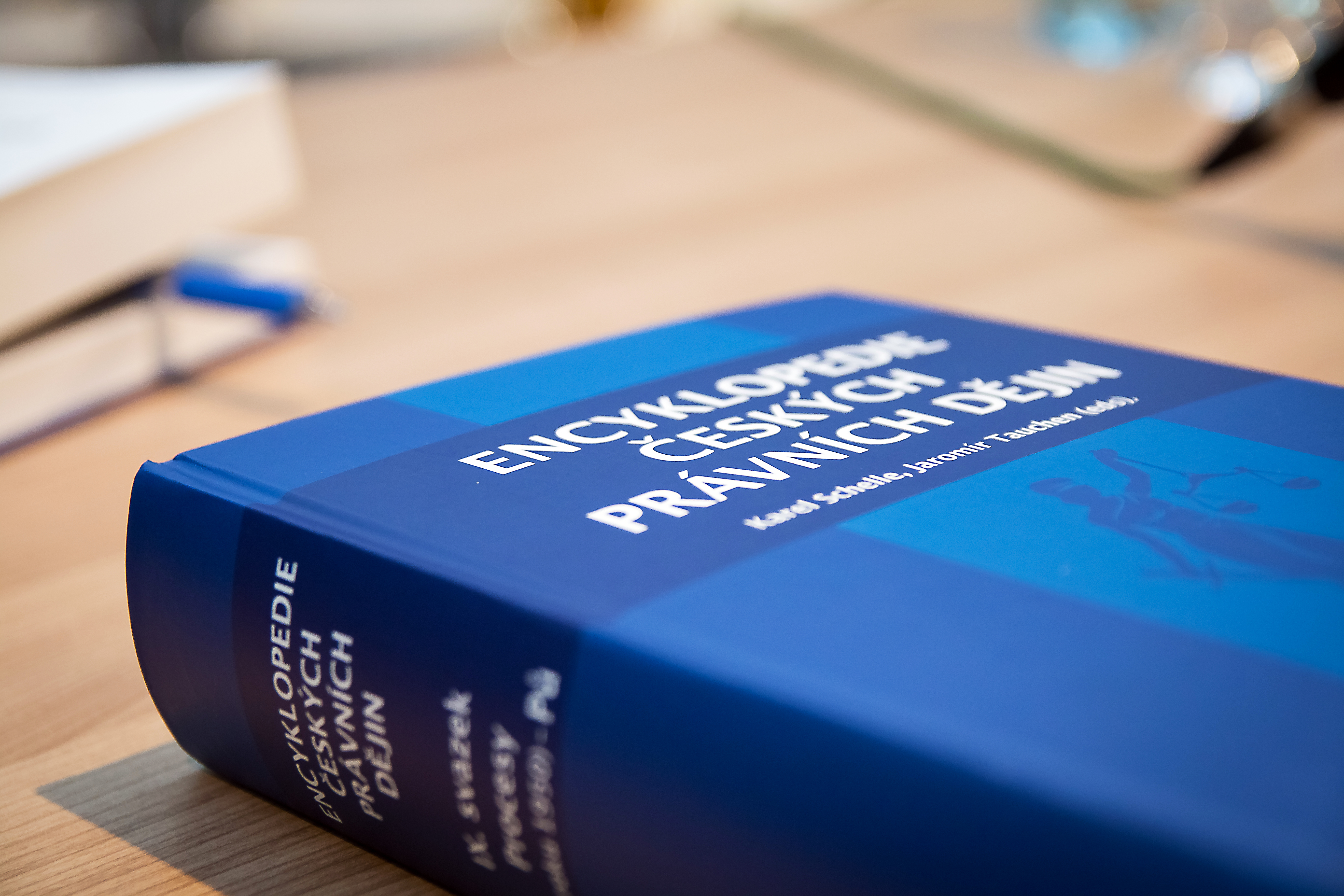
Encyklopedie českých právních dějin (IX. svazek)

Vědecky se zabývá dějinami veřejné správy v první ČSR a v období socialismu, jakož i ústavním vývojem v této době.
Karel Schelle byl jedením ze dvou hlavních editorů Encyklopedie českých právních dějin.

## Významné publikace
- Schelle, Karel – Adamová, Karolina – Tauchen, Jaromír - Lojek, Antonín. Velké dějiny zemí Koruny české. Tematická řada. Právo. Praha, Paseka, 2017. 752 s., ISBN 978-80-7432-749-0
- Vojáček, Ladislav – Schelle, Karel – Knoll, Vilém. České právní dějiny. 3. upravené vydání. Plzeň: Vydavatelství a nakladatelství Aleš Čeněk, 2016
- Schelle, Karel – Tauchen, Jaromír (eds.) Encyklopedie českých právních dějin, I. svazek A – Č . Plzeň, Aleš Čeněk, 2015, 972 s., ISBN 978-80-7380-562-3
- Adamová, Karolina – Schelle, Karel – Lojek, Antonín - Tauchen, Jaromír. Velké dějiny zemí Koruny české. Tematická řada. Stát. Praha, Paseka, 2015. 652 s., ISBN 978-80-7432-652-3
- Schelle, Karel – Tauchen, Jaromír. Vývoj konstitucionalismu v českých zemích (2 svazky). Praha, Linde a.s., 2013, 2800 s., ISBN 978-80-7201-927-4
- Vojáček, Ladislav – Schelle, Karel – Tauchen, Jaromír a kol. Vývoj soukromého práva na území českých zemí (2 díly). Brno: Masarykova univerzita, 2012, 616 s. a 411 s. ISBN 978-80-210-6006-7
- Schelle, Karel – Tauchen, Jaromír. Grundriss der Tschechoslowakischen Rechtsgeschichte. München (SRN), Verlag Dr. Hut, 2009, 196 s., ISBN 978-3-89963-935-3
- Schelle, Karel – Tauchen, Jaromír. Recht und Verwaltung im Protektorat Böhmen und Mähren. München (SRN), Verlag Dr. Hut, 2009, 124 s., ISBN 978-3-89963-935-3
- Vojáček, Ladislav – Schelle, Karel – Tauchen, Jaromír – Veselá, Renata.Geschichte von Integrationskonzeptionen in Europa bis 1945. München (SRN), Verlag Dr. Hut, 2009. 115 s., ISBN 978-3-86853-065-0
- Vojáček, Ladislav – Schelle, Karel – Knoll, Vilém. České právní dějiny. 3. upravené vydání. Plzeň: Vydavatelství a nakladatelství Aleš Čeněk, 2016